# Microcambeva ribeirae
Microcambeva ribeirae är en fiskart som beskrevs av Costa, Lima och Bizerril 2004. Microcambeva ribeirae ingår i släktet Microcambeva och familjen Trichomycteridae. Inga underarter finns listade i Catalogue of Life.